# جاك إيفانز (لاعب كرة قدم)
جاك إيفانز (بالإنجليزية: Jack Evans)‏ (31 يناير 1889 في المملكة المتحدة - 1 يناير 1971 بكارديف في المملكة المتحدة) هو لاعب كرة قدم بريطاني (وحمل سابقاً جنسية المملكة المتحدة لبريطانيا العظمى وأيرلندا) في مركز الهجوم. شارك مع منتخب ويلز لكرة القدم. أما مع النوادي، فقد لعب مع كارديف سيتي ونادي بريستول روفيرز ونادي ريكسهام وولشبول تاون ‏.

## وصلات خارجية
- جاك إيفانز (لاعب كرة قدم) على موقع قاعدة بيانات كرة القدم.إي يو (الإنجليزية)